# Діксі Данбар
Крістіна Елізабет «Діксі» Данбар (англ. Christina Elizabeth "Dixie" Dunbar; 19 січня 1919 — 29 серпня 1991) — американська співачка, кіноактриса і танцівниця.
Данбар народилася в Монтгомері, штат Алабама, вирісла в Атланті, штат Джорджія. Вона почала вивчати танці в дитинстві, а потім співала і танцювала в нічних клубах.
У 1934 році вона була танцювальним партнером Рея Болгера в ревю «Життя починається о 8:40», яке було поставлене в Бостоні. Вона також виступала в цьому шоу на Бродвеї в 1934—1935 роках і в бродвейських виставах «Йокель Бой» (1939—1940) і «Скандали Джорджа Уайта» (1934).
Кінодебют Данбар також відбувся у фільмі Джорджа Вайта «Скандали» (1934). Протягом 1930-х років вона з'явилася в ряді фільмів Twentieth Century Fox, включаючи два фільми про сім'ю Джонс.
Після того, як вона залишила Бродвей і кіно, вона повернулася до нічних клубів, виступаючи на деякий час, перш ніж вийти на пенсію.

## Вибрана фільмографія
- 1936 — Король бурлеску
- 1936 — Спальня для дівчат
- 1938 — Регтайм бенд Олександра